# 白鱼骨令箭
白鱼骨令箭（學名：Disocactus anguliger）是仙人掌科红尾令箭属的一个种，原产墨西哥中南部。鱼骨令箭过去被认为是昙花属的一员，因此也叫鱼骨昙花、角裂昙花、锯齿昙花，但分子研究表明它属于红尾令箭属。日本名有角孔雀、白眉孔雀。

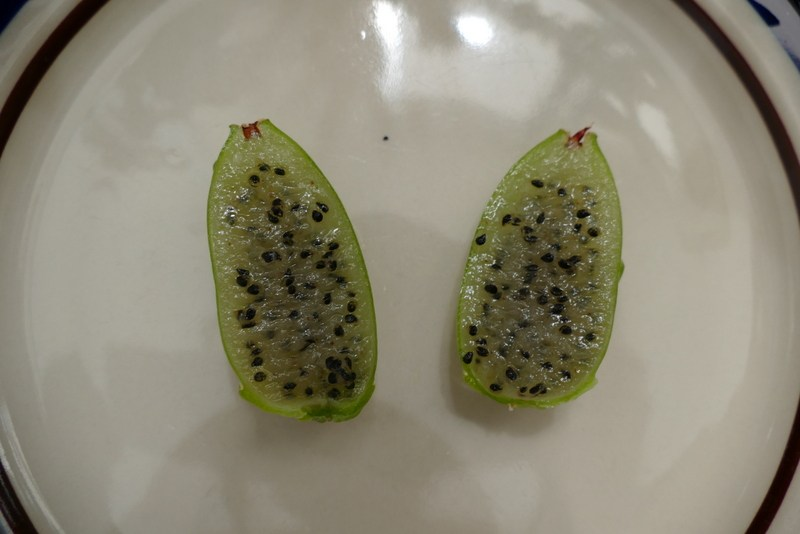
果實

白鱼骨令箭与紫鱼骨令箭（學名：Selenicereus anthonyanus）、拟鱼骨令箭（學名：Weberocereus imitans）在不开花时很难区分，但它们的花有很大区别：白鱼骨令箭开大型白色花，紫鱼骨令箭开大型紫红色花，拟鱼骨令箭开小白花。